# Plantu
Plantu   (París, 23 de març de 1951), pseudònim de Jean Plantureux és un dibuixant satíric francès. Va començar a dibuixar humor gràfic l'any 1972 al diari francès Le Monde, de la mà de Bernard Lauzanne, redactor en cap. Des d'aleshores s'ha consolidat com un dels més fins i subtils analistes polítics a través de la imatge, fins a arribar a publicar la seva caricatura cada dia a la coberta del diari.

## Biografia
Jean Plantureux és fill d'un dissenyador industrial de la SNCF. Va assistir a l'escola Patay, on rebia regularment premis a l'excel·lència o a l'honor (i fins i tot un premi de camaraderia atorgat pels mateixos estudiants), després a high school Henri-IV, on va obtenir el batxillerat (sèrie D) l'any 1969.
Mentre ell volia estudiar teatre o cómics, els seus pares el van matricular a escola de medicina. Dos anys més tard, el 1971, va anar a Brussel·les per fer classes de dibuix a l'école Saint-Luc. Un dels seus professors, el dissenyador Eddy Paape, va dir d'ell: "El vaig apreciar molt per la seva amabilitat, la seva calma, la seva diligència".
Ha estat guardonat el 1988 amb el premi Mumm pel seu dibuix Gordji chez les juges, el premi de l'Humour Noir (1989) i el Premi Internacional d'Humor Gat Perich el 1996.